# Triakontazona condylocoxa
Triakontazona condylocoxa är en mångfotingart som först beskrevs av Carl Graf Attems 1899.  Triakontazona condylocoxa ingår i släktet Triakontazona och familjen knöldubbelfotingar. Inga underarter finns listade i Catalogue of Life.